# Marko Šuler
Marko Šuler (nascut el 9 de març de 1983 a Slovenj Gradec) és un futbolista eslovè, que juga amb el K.A.A. Gent i l'equip nacional d'Eslovènia.

## Trajectòria
Šuler generalment juga com a defensa central. És conegut per la seva velocitat, capacitat de direcció i el seu lideratge en el camp.

## Trajectòria internacional
Marko Šuler va guanyar el seu primer partit per a l'equip d'Eslovènia en un partit amistós contra Hongria el març de 2008. Va marcar el seu primer gol d'Eslovènia el 20 d'agost de 2008 en un partit amistós contra Croàcia.

### Gols com a internacional
| # | Data       | Estadi                      | Oponent    | Marcador | Resultat | Competició         |
| - | ---------- | --------------------------- | ---------- | -------- | -------- | ------------------ |
| 1 | 2008-08-20 | Estadi Ljudski vrt, Maribor | Croàcia    | 1-0      | 2-3      | Amistós            |
| 2 | 2009-10-14 | Estadi Olímpic, Serravalle  | San Marino | 3-0      | 3-0      | Clas. Mundial 2010 |

## Palmarès

### NK Dravograd
- Copa eslovena: Finalista 2003-04

### ND Gorica
- Lliga eslovena: 2004-05, 2005-06
- Copa eslovena: Finalista 2004-05

### K.A.A. Gent
- Jupiler Pro League: Subcampió 2009-10
- Copa Belga: Finalista 2007-08, Campió 2009-10